# Наддофон
Наддофон (тадж. Наддофон) — село (махалла) в Гафуровском районе Согдийской области Республики Таджикистан. Входит в состав джамоата (сельской общины) Ёва Гафуровского района.
Находится на расстоянии 13 км от райцентра (пгт. Гафуров) и меньше 2 км до центра общины (с. Кучаи Калон).
Население — 1404 чел. (2017).